# Станчичі (Хорватія)
45°54′ пн. ш. 16°45′ сх. д. / 45.90° пн. ш. 16.75° сх. д.
Станчичі (хорв. Stančići) — населений пункт у Хорватії, в Б'єловарсько-Білогорській жупанії у складі міста Б'єловар.

## Населення
Населення за даними перепису 2011 року становило 91 осіб.
Динаміка чисельності населення поселення: